# Neocallianopsis
Neocallianopsis is een geslacht van kreeftachtigen uit de klasse van de Malacostraca (hogere kreeftachtigen).

## Soort
- Neocallianopsis africana Sakai, Türkay, Beuck & Freiwald, 2015